# Boxeo en los Juegos Suramericanos
El boxeo es uno de los deportes fundadores de los Juegos Suramericanos y ha participado ininterrumpidamente en todas sus ediciones.

## Medallero total
Desde 1978 hasta 2018
| Núm. | País                  | Oro | Plata | Bronce | Total |
| ---- | --------------------- | --- | ----- | ------ | ----- |
| 1    | Brasil                | 28  | 26    | 27     | 81    |
| 2    | Venezuela             | 27  | 13    | 21     | 61    |
| 3    | Argentina             | 22  | 29    | 43     | 94    |
| 4    | Colombia              | 18  | 19    | 13     | 50    |
| 5    | Ecuador               | 12  | 15    | 21     | 48    |
| 6    | Perú                  | 9   | 10    | 31     | 50    |
| 7    | Chile                 | 7   | 5     | 20     | 32    |
| 8    | Bolivia               | 5   | 9     | 18     | 32    |
| 9    | Uruguay               | 2   | 3     | 6      | 11    |
| 10   | Panamá                | 1   | 1     | 2      | 4     |
| 11   | Aruba                 | 0   | 1     | 1      | 2     |
| 12   | Paraguay              | 0   | 0     | 10     | 10    |
| 13   | Guyana                | 0   | 0     | 8      | 8     |
| 14   | Antillas Neerlandesas | 0   | 0     | 1      | 1     |